# Atlantocis gillerforsi
Atlantocis gillerforsi é uma espécie de insetos coleópteros polífagos pertencente à família Ciidae.
A autoridade científica da espécie é Israelsson, tendo sido descrita no ano de 1985.
Trata-se de uma espécie presente no território português.